# Bonyhádi Klára
Bonyhádi Klára (Orosháza, 1955. november 20. –) 93-szoros magyar válogatott kézilabdázó. 
Az Építőkkel kétszer nyert magyar bajnokságot 1988/89-ben és 1989/90-ben. 1980-as moszkvai olimpián a 4. helyezett csapat tagja volt, az 1982-es budapesti vb-n pedig ezüstérmet szerzett.